# 弗雷德·奥尔德曼
弗雷德·奥尔德曼（英語：Fred Alderman，1905年6月24日—1998年9月15日），美国男子田径运动员，主攻短跑。他曾代表美国参加1928年夏季奥林匹克运动会田径比赛，获得男子4×400米接力金牌。